# Wad Madani
Wad Madani (in arabo ودمدني‎?) è la capitale dello stato sudanese di Gezira e si trova sulla riva occidentale del Nilo Azzurro, 136 km a sud-est di Khartum. È connessa, tramite la rete ferroviaria sudanese con Khartum. 
Tra le attività principali vi sono la coltivazione del cotone e il commercio di frumento, arachidi, orzo e bestiame. 
È la sede centrale della Irrigation Service.

## Storia
All'inizio del XVIII secolo la città era un piccolo avamposto Turco-Egizio, e nel 1925, seguendo i piani di irrigazione del nuovo sistema di irrigazione di Gezira ebbe un grande sviluppo. Wad Madani è un centro commerciale del distretto agricolo di Gezira ed è per lo più una zona residenziale. La città possiede delle vivaci attività commerciali insieme a dei buoni suq (i tipici mercati arabi).
Le attrezzature per il tempo libero di Wad Madani sono tra le più moderne di quasi tutto il Sudan tranne per quelle situate nella zona di Khartum. Sulla sponda orientale del Nilo Azzurro vi si trovano degli stabilimenti balneari.
A Wad Madani si trova l'Università di al-Jazirah. I cantanti Abdel Aziz El Mubarak, Mohammed Al Ameen e Ibrahim Al Kashif sono originari di questa città. Il centro della città è suddiviso nei quartieri di Al Daraga, Al Gism, Al Awal, Wad Azrag ed il Sudanese District (originariamente il Distretto Britannico).